# نیل سیسیرگا
نیل استیفن سیسیرگا (به انگلیسی: Neil Stephen Cicierega؛ زادهٔ ۲۳ اوت ۱۹۸۶) یک فیلم‌ساز، یوتیوبر، پویانما و موسیقی‌دان می‌باشد. وی بخاطر ایجاد پاتر پاپت پالز، «نمایش نهایی سرنوشت نهایی»، و چندین آلبوم موسیقی با نام لمون دمون شناخته می‌شود. او همچنین مجموعه‌ای از آلبوم‌های مش‌آپی را با نام خودش منتشر نمود که پس از آن هواداران سرسختی به‌دست آورد.